# Токсин
Токси́н (др.-греч. τοξικός [toxikos] «ядовитый») — яд биологического происхождения. Наука о ядах биологического происхождения — токсинология.
Вырабатываются, например, опухолевыми клетками, инфекционными (от лат. inficio «насыщать; заражать») агентами — бактериями, грибами (микотоксины) или паразитами, в частности гельминтами. Обширная группа токсинов вырабатывается растениями (фитотоксины) и морскими беспозвоночными.

## Виды токсинов
Бактериальные токсины условно разделяют на экзотоксины и эндотоксины.
По мишени действия токсины разделяют на:
- гематические яды (Heamotoxic) — яды, затрагивающие кровь;
- нейротоксины (Neurotoxic) — яды, поражающие нервную систему и мозг;
- миотоксичные яды (Myotoxic) — яды, которые повреждают мышцы;
- геморрагические токсины (Haemorrhaginstoxins) — токсины, которые повреждают кровеносные сосуды и вызывают кровотечение, в частности воспаление геморроя;
- гемолитические токсины (Haemolysinstoxins) — токсины, которые повреждают мембраны эритроцитов;
- нефротоксины (Nephrotoxins) — токсины, которые повреждают почки;
- кардиотоксины (Cardiotoxins) — токсины, которые повреждают сердце;
- некротоксины (Necrotoxins) — токсины, которые разрушают ткани, вызывая их омертвление (некроз);
- другие токсины.

## Примеры

Афлатоксин B1 — микотоксин, один из представителей афлатоксинов, смертельно опасный токсин, а также сильнейший гепатоканцероген[3]. Продуцируется микроскопическими плесневыми грибами рода Аспергилл (Aspergillus flavus, Aspergillus parasiticus).
Сакситоксин (STX), накапливается в съедобных морских моллюсках (мидии, морское ушко, устрицы и т. д.), которые в свою очередь питаются продуцентами — динофлагеллятами (Gonyaulax catenella, Alexandrium sp., Gymnodinium sp., Pyrodinium sp.) и цианобактериями (Anabaena sp., Aphanizomenon spp., Cylindrospermopsis sp., Lyngbya sp., Planktothrix sp.). Сильнейший яд небелковой природы с ярко выраженным нервно-паралитическим воздейстием, ЛД50 ~5,7 мкг/кг перорально для человека (так, одна мелкая мидия может содержать сакситоксин в дозе, достаточной, чтобы убить 50 человек[4]). Селективный блокатор потенциал-зависимых натриевых каналов[5] (сходный по действию с тетродотоксином), тем самым поражает ЦНС.
Гипоглицин A — непротеиногенная аминокислота, фитотоксин, содержится в незрелых плодах и семенах Аки (Blighia sapida) и личи (Litchi chinensis)[6]. Высокотоксичен, вызывает специфическое заболевание Ямайскую рвотную болезнь, сопровождаемое сильнейшей интоксикацией и гипогликемией[7].
Батрахотоксин (сокр. BTX) — токсин небелковой природы (стероидная структура), чрезвычайно токсичен и смертельно опасен, сильнейший нейротоксин, поражает органы дыхания, сердце, ЦНС за счёт стойкого и необратимого воздействия на натриевые потенциал-зависимые каналы, инактивируя их закрытие. Токсин легко проникает через кожу и слизистые оболочки. Впервые обнаружен в кожном секрете тропических лягушек из рода листолазов. ЛД50 = 2 мкг/кг[8][9].
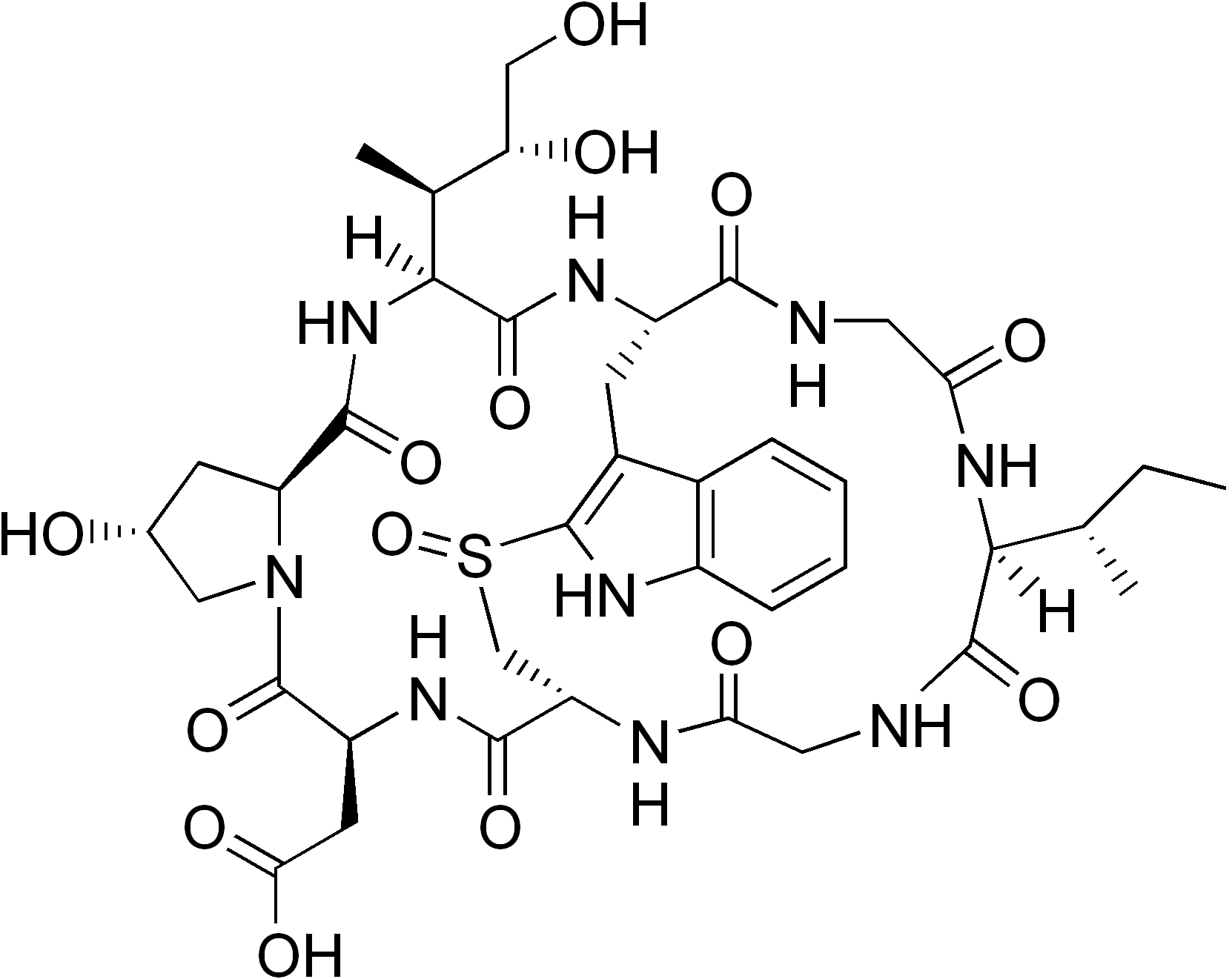
Аманин — циклический октапептид, один из представителей аматоксинов, встречается в плодовых телах грибов рода Аманита (Мухомор), Лепиота и Галерина, чрезвычайно токсичен и смертельно опасен, сильнейший гепатотоксин, вызывает лизис и некрозы клеток паренхимы печени, помимо этого он разрушает клетки кишечника и почек (вызывает острую почечную недостаточность)[10].
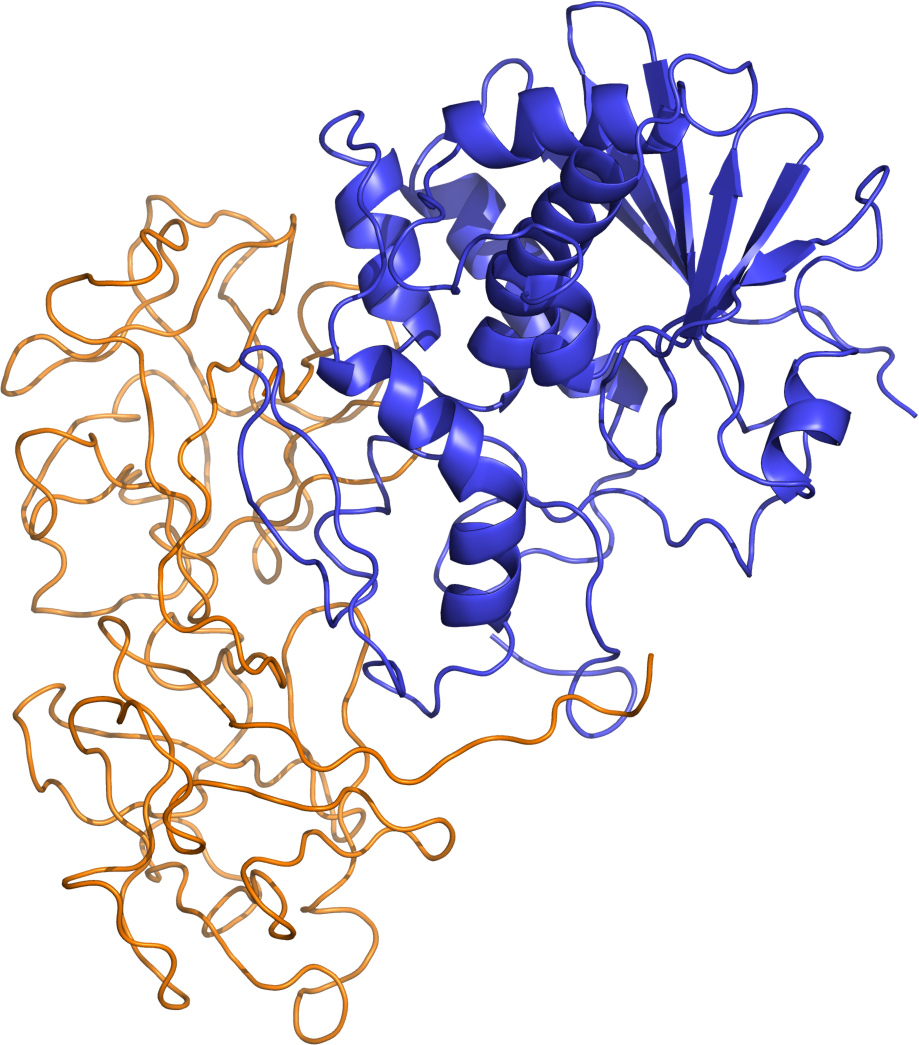
Рицин — растительный белок, токсальбумин, чрезвычайно токсичное и смертельно опасное вещество. Впервые выделен из семян клещевины (Ricinus communis). Общие симптомы при отравлении рицином наступают не сразу, а по истечении некоторого инкубационного периода, равного примерно 18—24 часам. Они проявляются в виде сильного геморрагического гастроэнтерита: коликами и кровянистыми поносами; в дальнейшем появляются признаки общей слабости, оглушение, ослабление сердечной деятельности, конвульсии.
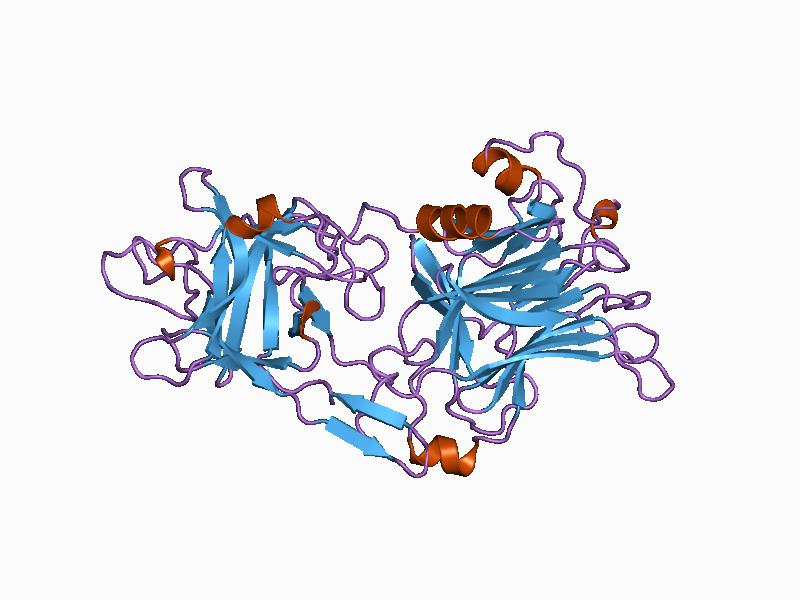
Тетаноспазмин (TeTN) — токсин белкового происхождения, один из сильнейших ядов в природе, поражает мотонейроны и блокирует выделение ацетилхолина в нервно-мышечных синапсах, тем самым вызывая сильнейшие судороги (т. н. тетанические). Продуцируется вегетативной формой бактерии Clostridium tetani, которая является возбудителем столбняка[11].
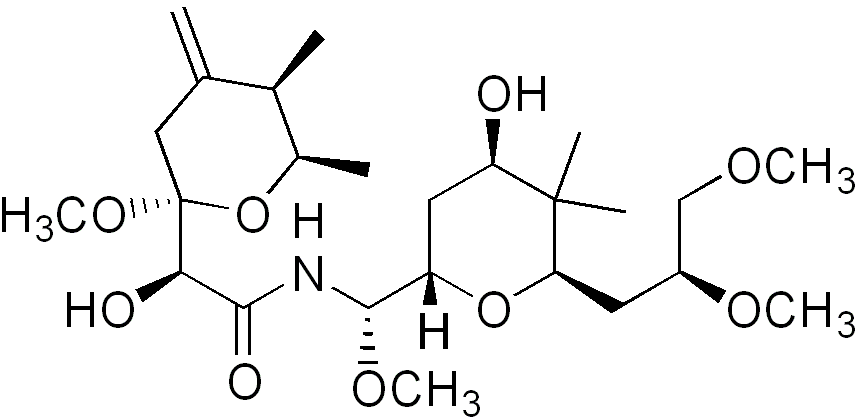
Педерин — токсин небелковой природы, с сильным кожно-нарывным действием, входит в состав гемолимфы жуков из рода Paederus (синекрылов). При попадании на открытые участки кожи и слизистые оболочки вызывает сильный химический ожог с покраснением и папулами (педерус-дерматит), попадание в глаза вызывает сильное раздражение, в больших количествах приводит к слепоте[12][13].